# Dormez, je le veux !
Pour les articles homonymes, voir Dormez, je le veux ! (film).
Dormez, je le veux ! est un vaudeville en un acte de Georges Feydeau  créé au Théâtre de l'Eldorado le 29 avril 1897.

## Résumé
Le valet Justin, qui possède des dons d'hypnotiseur, en profite pour faire effectuer son service par son propre maître, Boriquet. Mais cette situation risque d'être remise en cause car Boriquet prétend épouser Émilienne, la fille du docteur Valencourt. Aussi Justin s'efforce-t-il d'empêcher le mariage prévu : il persuade Boriquet qu'il est un singe des forêts d'Amérique, et sa sœur une danseuse espagnole.  

## Personnages
- Gérard Boriquet, le patron hypnotisé.
- Justin, valet de Boriquet qui l'hypnotise.
- Éloi, le valet de Valencourt à l'accent belge.
- Valencourt, riche docteur qui veut marier sa fille à Boriquet.
- Francine, vieille fille, sœur de Boriquet.
- Émilienne, fille de Valencourt, fiancée de Boriquet.